# 国务院业务组
国务院业务组，国务院业务小组，全称中华人民共和国国务院业务组，是1967年至1975年临时安置的一个办事机构，以应对文化大革命期间的动乱局面。
国务院业务组成立于1967年9、10月间，当时国务院各机构已经处于瘫痪状态，周恩来总理申请并得到毛泽东批准，由几位当时尚能工作的官员组成业务组，最初称为“国务院业务小组”，周恩来任组长，未设副组长。国务院业务小组成立后，根据周恩来指示，不对外行文，讨论决定的事项仍以国务院名义下发，重点是指导经济工作。
至1968年5-6月，随着工作量加重，业务小组改称国务院业务组（5月6日，李富春、李先念、粟裕、余秋里联名向周恩来报送《关于业务组人选的请示》；6月8日，李富春建议业务小组改为业务组，并增扩其成员，此后行文皆以国务院业务组名义），由李先念任副组长，主持日常工作。成员有李富春、粟裕、苏静、余秋里、方毅、刘西尧、袁宝华、李震、陈华堂、丁江等。后来李富春因运动冲击及健康不利退出工作，李德生、华国锋、纪登奎（与李先念同任副组长，其时颇主事）、陈云先后加入。国务院业务组负责范围涉及国家的经济、生产、生活、党政军等等。
1975年，第四届全国人民代表大会召开，选举、任命了国务院总理、副总理和各部部长后，国务院业务组随之解散。